# Резолюция 17 на Съвета за сигурност на ООН
Резолюция 17 на Съвета за сигурност на ООН, приета 10 февруари 1947 г., постановява, че създадената с Резолюция 15 на Съвета за сигурност на ООН комисия не е упълномощена да изисква от правителствата на Гърция, Албания, България и Югославия да отлагат екзекуции на затворници с влезли в сила смъртни присъди, освен в случаите, в които Комисията има основание да смята, че призоваването на такива лица в качеството им на свидетели може да улесни работата ѝ.
Резолюцията е приета с мнозинство от 9 гласа, като представителите на Полша и СССР гласуват въздържали се.